# Stenomicra nigricolor
Stenomicra nigricolor är en tvåvingeart som beskrevs av Curtis W. Sabrosky 1975. Stenomicra nigricolor ingår i släktet Stenomicra och familjen savflugor.
Artens utbredningsområde är Réunion. Inga underarter finns listade i Catalogue of Life.